# 보성 충의당
보성 충의당(寶城 忠義堂)는 대한민국 전라남도 보성군에 있는 일제강점기의 건축물이다. 2012년 12월 27일 전라남도의 민속문화재 제48호로 지정되었다.
충의당의 건립 시기는 상량문의 확인을 통해 1937년, 근대에 지어진 건물이지만, 민가의 사랑채로 지어졌다가 사우의 강당으로 용도가 변용되어 특정 목적을 지닌 건조물로서 희소성과 역사성을 지니고 있으며, 건물을 구성하고 있는 평면과 단면 등의 건축구조로 보아 건축적 의의가 있고, 대부분의 구조부가 원형을 유지하고 있다.

## 개요
충의당은 현재 五忠祠의 강당으로 사용되고 있는 1937년에 건립된 건물이다. 오충사는 보성 선씨(선윤지, 선형, 선거이, 선세강, 선약해) 5위의 위패를 봉안한 사우로 창건은 1598년이며 1831년에 사액을 받았다. 오충사는 다른 사우와 마찬가지로 1868년 대원군의 서원 훼철령으로 철폐 되었다가 1961년에 복설되어 오늘에 이르고 있다.
충의당은 본래 사우의 강당용으로 지은 건물이 아니고 현 오충사 담장에 면하여 있었던 최씨 문중의 살림집인 ‘사랑채’ 건물이다. 즉 선씨 문중에서 1961년에 사우를 복설하면서 선씨의 사랑채를 매입하여 강당으로 쓰고 그 위쪽에 사당을 새로 지은 것이다. 당시 어떤 연유에서 그러한 상황이 벌어 졌는지는 알 수 없으나 20세기 이 지역의 수 많은 사우가 복설되고 건물이 지어지는 과정과는 사뭇 다르다.
오충사 경내 관련 비석으로는 1909년 송사 기우만이 비문을 짓고 국가에 공을 세운 인물들의 행적, 증직, 사제문, 오충사의 명과 유래를 엮어서 만든 것을 내용으로 유허비를 세웠으며, 1977년 오충사 창설과정과 연혁을 적은 비로 권용현이 비문을 지어 묘정비를 세웠다.

## 참고 자료
- 보성 충의당 - 국가유산청 국가유산포털